# ICC Test Championship
Die ICC Test Championship ist ein internationaler Cricket-Wettbewerb der vom International Cricket Council für die zehn Mannschaften mit Test-Status organisiert wird. Der Wettbewerb wird als Rangliste geführt, die alle internationalen Tests die im Rahmen der regulären Ansetzungen abgehalten werden, erfasst. Dabei bleibt der Heim- oder Auswärtsstatus unberücksichtigt.

## Grundprinzip
Nach jeder ausgetragenen Testserie erhalten die beteiligten Mannschaften eine Punktezahl zugewiesen, die durch eine mathematische Formel basierend auf der Stärke der Mannschaften und dem Serienergebnis ermittelt wird. Die Punkte werden über einen Zeitraum von drei Jahren gewichtet gemittelt. Das resultierende 'Rating' wird zum Erstellen der Rangliste verwendet.
Die Punktzahl für eine Mannschaft, die eine Serie gewonnen hat, ist größer als die aktuelle Punktzahl der Mannschaft, so dass sich ihre Punktzahl durch den Sieg erhöht. Umgekehrt verhält sich dieses für die Verlierermannschaft der Serie. Ein Unentschieden führt dazu, dass die schlechter bewertete Mannschaft profitiert, die besser bewertete Mannschaft Verluste in ihrem Rating hinnehmen muss. Ein 'durchschnittliches' Team, das gleichmäßig verliert und gewinnt und einen Mix aus stärkeren und schwächeren Gegnern hat, hat bei diesem System ein Rating von etwa 100 Punkten.
Der ICC verleiht als Trophäe ein Zepter an die Mannschaft, die das höchste Rating hat. Die Trophäe wird weitergegeben, wenn eine neue Mannschaft an die Spitze der Rangliste aufrückt.

## Aktuelles Ranking
| ICC Test Championship         | ICC Test Championship | ICC Test Championship | ICC Test Championship | ICC Test Championship | ICC Test Championship |
| Rank                          | Mannschaft            | Spiele                | Punkte                | Rating                |                       |
| ----------------------------- | --------------------- | --------------------- | --------------------- | --------------------- | --------------------- |
| 1                             | Australien            | 30                    | 3715                  | 124                   |                       |
| 2                             | Indien                | 33                    | 3654                  | 111                   |                       |
| 3                             | Südafrika             | 24                    | 2524                  | 105                   |                       |
| 4                             | England               | 42                    | 4315                  | 103                   |                       |
| 5                             | Neuseeland            | 29                    | 2904                  | 100                   |                       |
| 6                             | Sri Lanka             | 25                    | 2271                  | 91                    |                       |
| 7                             | Pakistan              | 24                    | 2060                  | 86                    |                       |
| 8                             | West Indies           | 26                    | 1992                  | 77                    |                       |
| 9                             | Bangladesch           | 26                    | 1653                  | 64                    |                       |
| 10                            | Irland                | 5                     | 131                   | 26                    |                       |
| 11                            | Simbabwe              | 3                     | 11                    | 4                     |                       |
| 12                            | Afghanistan           | 3                     | 0                     | 0                     |                       |
| Quelle: ICC, 3. November 2024 |                       |                       |                       |                       |                       |

## Historisches Ranking

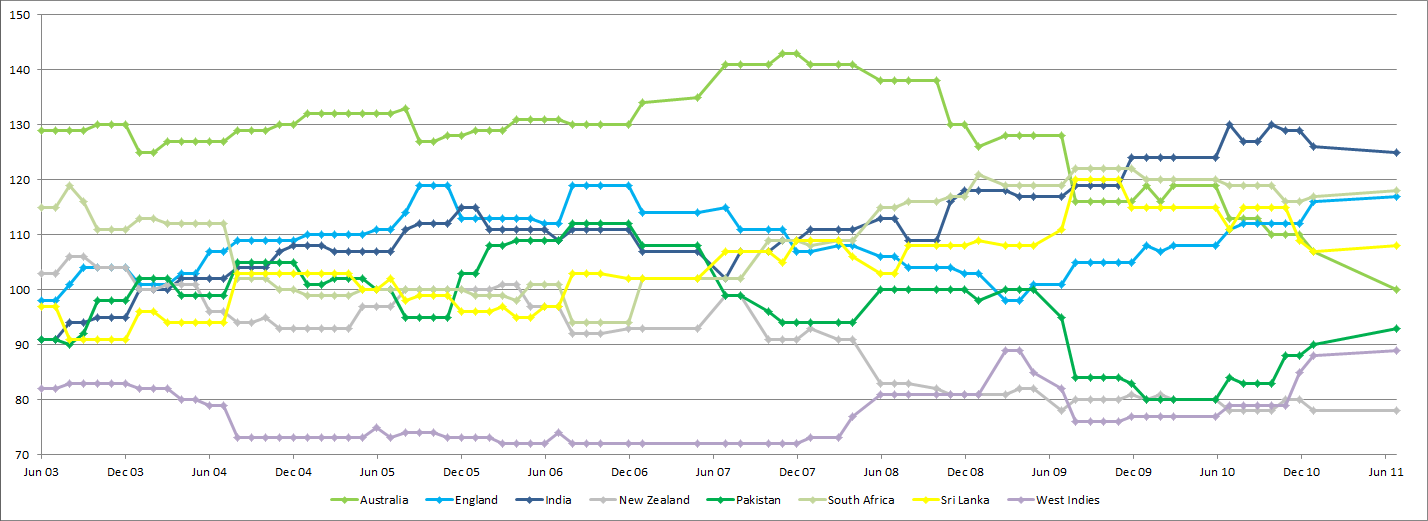
World rankings for the top eight teams from 2003 to June 2011

Der ICC stellt die Ratings für das Ende jeden Monats zurück bis zum Juni 2003 zur Verfügung. Die bisherigen Tabellenersten waren seit dem wie folgt:
| Mannschaft                       | Start         | Ende          | Monate | Höchstes Rating |
| -------------------------------- | ------------- | ------------- | ------ | --------------- |
| Australien                       | Juni 2003     | August 2009   | 74     | 143             |
| Südafrika                        | August 2009   | November 2009 | 3      | 122             |
| Indien                           | November 2009 | August 2011   | 21     | 130             |
| England                          | August 2011   | August 2012   | 12     | 125             |
| Südafrika                        | August 2012   | Mai 2014      | 21     | 135             |
| Australien                       | Mai 2014      | Juli 2014     | 3      | 123             |
| Südafrika                        | Juli 2014     | Januar 2016   | 18     | 130             |
| Indien                           | Januar 2016   | Februar 2016  | 1      | 110             |
| Australien                       | Februar 2016  | August 2016   | 6      | 118             |
| Indien                           | August 2016   | August 2016   | 0      | 112             |
| Pakistan                         | August 2016   | Oktober 2016  | 2      | 111             |
| Indien                           | Oktober 2016  | April 2020    | 43     | 130             |
| Australien                       | Mai 2020      | Januar 2021   | 8      | 116             |
| Neuseeland                       | Januar 2021   | März 2021     | 2      | 118             |
| Indien                           | März 2021     | Juni 2021     | 3      | 122             |
| Neuseeland                       | Juni 2021     | Dezember 2021 | 6      | 126             |
| Australien                       | Januar 2022   | Mai 2023      | 16     | 128             |
| Indien                           | Mai 2023      | Januar 2024   | 8      | 121             |
| Australien                       | Januar 2024   | März 2024     | 2      | 117             |
| Indien                           | April 2024    | April 2024    | 1      | 121             |
| Australien                       | Mai 2024      | heute         |        |                 |
| Quelle: Quelle: ICC, 2. Mai 2023 |               |               |        |                 |

Der ICC hat das Rating System auch rückwirkend angewendet und damit die Ergebnisse bis zum Jahr 1952 veröffentlicht. Für die Jahre davor gibt es keine Tabellen, da die Spiele nur unregelmäßig stattfanden und die teilnehmenden Nationen gering waren. Die Tabellenersten waren zu dieser Zeit:
| Mannschaft                        | Start          | Ende           | Monate |
| --------------------------------- | -------------- | -------------- | ------ |
| Australien                        | Januar 1952    | Mai 1955       | 41     |
| England                           | Juni 1955      | Februar 1958   | 33     |
| Australien                        | März 1958      | Juli 1958      | 5      |
| England                           | August 1958    | Dezember 1958  | 5      |
| Australien                        | Januar 1959    | Dezember 1963  | 60     |
| West Indies                       | Januar 1964    | Dezember 1968  | 60     |
| Südafrika                         | Januar 1969    | Dezember 1969  | 12     |
| England                           | Januar 1970    | Januar 1973    | 37     |
| Australien                        | Februar 1973   | März 1973      | 2      |
| Indien                            | April 1973     | Juni 1974      | 15     |
| Australien                        | Juli 1974      | Januar 1978    | 43     |
| West Indies                       | Februar 1978   | Januar 1979    | 12     |
| England                           | Februar 1979   | August 1980    | 19     |
| Indien                            | September 1980 | Februar 1981   | 6      |
| West Indies                       | März 1981      | Juli 1988      | 89     |
| Pakistan                          | August 1988    | September 1988 | 2      |
| West Indies                       | Oktober 1988   | Januar 1991    | 28     |
| Australien                        | Februar 1991   | April 1991     | 3      |
| West Indies                       | Mai 1991       | Juli 1992      | 15     |
| Australien                        | August 1992    | Januar 1993    | 6      |
| West Indies                       | Februar 1993   | August 1995    | 31     |
| Indien                            | September 1995 | November 1995  | 3      |
| Australien                        | Dezember 1995  | Juli 1999      | 44     |
| Südafrika                         | August 1999    | Dezember 1999  | 5      |
| Australien                        | Januar 2000    | Februar 2000   | 2      |
| Südafrika                         | März 2000      | März 2000      | 1      |
| Australien                        | April 2000     | Juli 2001      | 16     |
| Südafrika                         | August 2001    | August 2001    | 1      |
| Australien                        | September 2001 | Mai 2003       | 21     |
| Quelle: Quelle: ICC, 2. März 2020 |                |                |        |

Zusammenfassend haben seit 1952 die folgenden Teams die Rangliste angeführt:
| Australien                            | 352 | 143 |
| West Indies                           | 235 | 135 |
| England                               | 106 | 125 |
| Indien                                | 102 | 130 |
| Südafrika                             | 61  | 135 |
| Neuseeland                            | 8   | 126 |
| Pakistan                              | 4   | 111 |
| Quelle: Quelle: ICC, 3. November 2024 |     |     |

## Trophäe
Seit 2001 erhält der Tabellenerste die sogenannte ICC Test Championship mace. Sie hat einen Wert von £30,000.

## ICC World Test Championship
Der Geschäftsführer des ICC, Haroon Lorgat, hatte im Juli 2010 vorgeschlagen alle vier Jahre ein Turnier zwischen den vier besten Mannschaften um eine Weltmeisterschaft im Test Cricket austragen zu lassen. Der erste Vorschlag beinhaltete, dass dieses Turnier anstatt der ICC Champions Trophy 2013 in England ausgetragen würde. Dieser Plan wurde jedoch zurückgestellt, da sich der ICC an bestehende Verträge für die Übertragungsrechte gebunden sah. Seitdem wurde die erste Ausgabe des Turniers in der zukünftigen Planung des Turnierkalenders im Jahr 2017 festgeschrieben. Dieses wurde jedoch abgesagt und durch die ICC Champions Trophy 2017 ersetzt. Am 13. Oktober 2017 wurde beschlossen eine Test-Liga einzuführen, die ICC World Test Championship 2019–2021. Diese soll die besten neun Test-Mannschaften (also ohne Afghanistan, Irland und Simbabwe) in einem festen Format ab 2019 innerhalb von zwei Jahren gegeneinander spielen lassen. Die beiden  besten Mannschaften sollen dann ein Finale im April 2021 austragen.